# Cases al carrer Aurora - Eixample
Les Cases al carrer Aurora - Eixample és una obra de Premià de Mar (Maresme) protegida com a Bé Cultural d'Interès Local.

## Descripció
Es tracta d'edificis de planta rectangular, d'un cos girat i estès paral·lelament al carrer. Els edificis estan separats entre si mitjançant uns petits patis que els atorguen la qualitat d'edificis aïllats.
Els immobles estan orientats a llevant i consten de tres eixos verticals amb remat de balustre. L'eix central queda marcat per la porta d'accés i un balcó representatiu. La coberta és plana. La façana té motllures i altres elements de decoració.